# Alexandria (Pennsilvània)
Alexandria és una població dels Estats Units a l'estat de Pennsilvània. Segons el cens del 2000 tenia 401 habitants.

## Demografia
Segons el cens del 2000, Alexandria tenia 401 habitants, 149 habitatges, i 106 famílies. La densitat de població era de 1.407,5 habitants per quilòmetre quadrat.
Dels 149 habitatges en un 36,2% hi vivien nens de menys de 18 anys, en un 47% hi vivien parelles casades, en un 16,1% dones solteres, i en un 28,2% no eren unitats familiars. En el 25,5% dels habitatges hi vivien persones soles el 10,7% de les quals corresponia a persones de 65 anys o més que vivien soles. El nombre mitjà de persones vivint en cada habitatge era de 2,58 i el nombre mitjà de persones que vivien en cada família era de 3.
Per edats la població es repartia de la següent manera: un 26,2% tenia menys de 18 anys, un 8% entre 18 i 24, un 27,9% entre 25 i 44, un 22,4% de 45 a 60 i un 15,5% 65 anys o més.
L'edat mediana era de 37 anys. Per cada 100 dones de 18 o més anys hi havia 86,2 homes.
La renda mediana per habitatge era de 40.662 $ i la renda mediana per família de 43.750 $. Els homes tenien una renda mediana de 30.750 $ mentre que les dones 23.500 $. La renda per capita de la població era de 15.423 $. Entorn del 4,6% de les famílies i el 7,2% de la població estaven per davall del llindar de pobresa.

## Poblacions més properes
El següent diagrama mostra les poblacions més properes.